# Cantéyodjayâ
Cantéyodjayâ est une œuvre pour piano d'Olivier Messiaen composée en 1948 à Tanglewood. Elle est inspirée des rythmes de la musique traditionnelle hindoue.

## Création
L'œuvre fut donnée en première audition publique le 23 février 1954 au  concert du Domaine musical à Paris, par la pianiste Yvonne Loriod.

## Analyse
Cette pièce appartient à une période charnière de l'esthétique de Messiaen, qui se situe entre les Vingt regards sur l'Enfant Jésus et sa période ornithologique, et à laquelle peuvent être rattachées des compositions comme Quatre Études de rythme, dont Modes de valeurs et d'intensités, Messe de la Pentecôte et Livre d'orgue. Elle consiste en une série de vingt sept brèves séquences, qui varient par leur écriture et leur tempo. Le titre des sections est emprunté à la langue hindoue. C'est la rythmique, libre, qui domine dans cette composition.
Cette œuvre puise ses références dans la musique hindoue, notamment la musique carnatique. Elle est basée en partie sur les 120 rythmes inscrits dans le Sangitaratnakara de Sarngadeva (XIIIe siècle), l'esthétique de cette pièce demeurant très complexe. L'écriture fait alterner des séquences mélodiques (alba, linéacourbârasa...), d'autres de rythme pur, en accords fortement accentués (globouladjhamapâ) et enfin certaines séquences de recherche sur le timbre (premier couplet du deuxième rondo plisséghoucorbélinâ), qui évoque directement le tabla.

## Durée
Environ 12 minutes

## Discographie
- Roger Muraro, piano; enregistrement public, 2001, disque Accord (+ Petites Esquisses d'oiseaux, ...)
- Martin Zehn, piano; (+ Préludes, Études) disque Arte Nova
- Olivier Messiaen, Yvonne Loriod, pianos; (+ Visions de l'Amen), disque ADES